# Ismaïla Sarr
Ismaïla Sarr (Saint-Louis, 25 februari 1998) is een Senegalees voetballer die doorgaans als vleugelspeler speelt. Hij verruilde Olympique Marseille in augustus 2024 voor Crystal Palace. Sarr debuteerde in 2016 in het Senegalees voetbalelftal. 

## Clubcarrière

### FC Metz
Sarr leerde voetballen bij AS Génération Foot in zijn geboorteland. Hij zette op 13 juli 2016 zijn handtekening onder een vijfjarig profcontract bij FC Metz. Sarr debuteerde op 13 augustus 2016 in de Ligue 1, tegen Lille OSC. Hij viel die dag na 70 minuten in voor Florent Mollet. Sarr kreeg op 11 september 2016 zijn eerste basisplaats, uit tegen FC Nantes. In de eerste seizoenshelft van 2016/17 mocht de toen achttienjarige Sarr regelmatig in de basiself beginnen. Hij scoorde dat jaar tegen Toulouse, Caen, Saint-Étienne, Dijon en Nancy.

### Stade Rennes
Na een eerste jaar bij Metz, tekende Sarr in juli 2017 een contract tot medio 2021 bij Stade Rennais, dat €17.000.000,- voor hem betaalde. Coach Christian Gourcuff maakte hem hier meteen basisspeler. Hij speelde zeven wedstrijden voor hij uit tegen Saint-Étienne een gescheurde achillespees opliep. Die kostte hem een operatie en ruim drie maanden om te herstellen. Gedurende het seizoen 2018/19 speelde hij vrijwel alles. Hij kwam dat jaar ook voor het eerst in actie in de Europa League.

### Watford
Sarr tekende in augustus 2019 tot medio 2024 bij Watford. Dat betaalde circa €30.000.000,- voor hem aan Stade Rennais, op dat moment een record voor de Engelse club. Nadat hij hier in het begin ook regelmatig reserve stond, drong hij vlak voor de winterstop door tot de basiself. Sarr maakte op 30 november 2019 zijn eerste doelpunt in de Premier League. Hij zette Watford toen op 0–1 in een met 2–1 verloren wedstrijd uit bij Southampton. 
Sarr maakte op 29 februari 2020 in de 28e speelronde van de competitie de eerste twee doelpunten in een met 3–0 gewonnen wedstrijd thuis tegen koploper Liverpool. Dat verloor daardoor voor het eerst dat jaar een competitiewedstrijd. Het mocht Watford uiteindelijk niet baten. Sarr en zijn ploeggenoten eindigden dat jaar op de negentiende plaats en degradeerden zo naar de Championship. Hij behield zijn basisplaats en maakte in 2020/21 dertien doelpunten. Zo hielp hij Watford als clubtopscorer naar de tweede plaats en een directe terugkeer naar de Premier League. Watford werd hierin opnieuw negentiende. Promotie terug zat er in 2022/23 niet in.

### Olympique Marseille
Sarr verruilde Watford in juli 2023 voor Olympique Marseille, de nummer drie van Frankrijk in het voorgaande seizoen. Dat betaalde €13.000.000,- voor hem aan Watford. Hij maakte op 12 augustus tegen Stade de Reims met een assist zijn debuut voor de club. Twee weken later scoorde hij tegen Stade Brestois zijn eerste goal voor Olympique Marseille Hij speelde 35 wedstrijden, waarin hij goed was voor vijf goals en zes assists. Ook haalde hij de  halve finale van de Europa League.

### Crystal Palace
Na een jaar in Frankrijk keerde hij in de zomer van 2024 terug in Engeland. Crystal Palace betaalde 18 miljoen euro voor de Senegalees, die in Londen de opvolger moest worden van de naar Bayern München vertrokken Michael Olise. 

## Clubstatistieken
| Seizoen | Club                | Competitie     | Competitie | Competitie | Beker | Beker | Internationaal | Internationaal | Totaal | Totaal |
| Seizoen | Club                | Competitie     | Wed.       | Dlp.       | Wed.  | Dlp.  | Wed.           | Dlp.           | Wed.   | Dlp.   |
| ------- | ------------------- | -------------- | ---------- | ---------- | ----- | ----- | -------------- | -------------- | ------ | ------ |
| 2016/17 | FC Metz             | Ligue 1        | 31         | 5          | 2     | 0     | —              | —              | 33     | 5      |
| 2017/18 | Stade Rennais       | Ligue 1        | 24         | 5          | 3     | 0     | —              | —              | 27     | 5      |
| 2018/19 | Stade Rennais       | Ligue 1        | 35         | 8          | 6     | 1     | 9              | 4              | 50     | 13     |
| 2019/20 | Watford             | Premier League | 28         | 5          | 2     | 1     | —              | —              | 30     | 6      |
| 2020/21 | Watford             | Championship   | 39         | 13         | 1     | 0     | —              | —              | 40     | 13     |
| 2021/22 | Watford             | Premier League | 22         | 5          | 0     | 0     | —              | —              | 22     | 5      |
| 2022/23 | Watford             | Championship   | 39         | 10         | 0     | 0     | —              | —              | 39     | 10     |
| 2023/24 | Olympique Marseille | Ligue 1        | 23         | 3          | 0     | 0     | 12             | 2              | 35     | 5      |
| 2024/25 | Crystal Palace      | Premier League | 0          | 0          | 0     | 0     | —              | —              | 0      | 0      |
| Totaal  | Totaal              | Totaal         | 241        | 54         | 14    | 2     | 21             | 6              | 276    | 62     |

## Interlandcarrière
Sarr debuteerde in september 2016 in het Senegalees voetbalelftal, in een kwalificatiewedstrijd voor het Afrikaans kampioenschap 2017 tegen Namibië. Hij viel in de eerste wedstrijd van Senegal op het toernooi zelf na 62 minuten in voor Keita Baldé Diao, tegen Tunesië. Sarr vertegenwoordigde Senegal op het WK 2018 in Rusland. Na een 2–1 zege op Polen speelde de West-Afrikaanse ploeg met 2–2 gelijk tegen Japan, waarna in de slotwedstrijd met 1–0 verloren werd van groepswinnaar Colombia. De selectie van bondscoach Aliou Cissé eindigde in punten en doelpunten exact gelijk met nummer twee Japan, maar moest desondanks naar huis: Senegal werd het eerste land dat op basis van de Fair Play-regels werd uitgeschakeld, omdat de ploeg meer gele kaarten kreeg dan Japan. Mede daardoor beleefde het Afrikaanse continent de slechtste WK sinds 1982. Sarr speelde alle drie de WK-duels van begin tot eind. Twaalf maanden later bereikte hij met Senegal de finale van het Afrikaans kampioenschap 2019. Hierin verloren zijn ploeggenoten en hij van Algerije. Sarr bereikte met Senegal ook de finale van het Afrikaans kampioenschap 2021 en deze keer wonnen ze die, van Egypte. Hij vertegenwoordigde de Senegalese ploeg negen maanden later op het WK 2022 opnieuw. Hierop scoorde hij in de met 1–2 gewonnen groepswedstrijd tegen Ecuador. Mede daardoor bereikten zijn landgenoten en hij deze keer de achtste finale. Engeland stuurde ze vervolgens naar huis (3–0).

## Erelijst
| Competitie         |               |               |               |               |
| Competitie         | Aantal        | Jaren         |               |               |
| Stade Rennais      | Stade Rennais | Stade Rennais | Stade Rennais | Stade Rennais |
| ------------------ | ------------- | ------------- | ------------- | ------------- |
| Coupe de France    | 1x            | 2018/19       |               |               |
| Senegal            |               |               |               |               |
| Afrikaans kampioen | 1x            | 2021          |               |               |